# محمد خوارزم شاه الثاني
علاء الدين محمد خوارزم شاه الثاني (بالعربية: علاء الدين محمد) كان حاكم الإمبراطورية الخوارزمية من عام 1200 إلى عام 1220. وكان جده عبدًا تركيًا وقد أصبح في النهاية حاكمًا لولاية صغيرة تُدعى خوارزم. وبعد وفاة والده، ورث محمد أراضي والده ومنذ تلك اللحظة بدأ في توسيع مملكته. ومع حلول عام 1205 كان محمد قد غزا جميع أراضي بلاد فارس من الأتراك السلاجقة وعندما غزا جميع الأراضي من نهر سيحون إلى الخليج العربي أعلن أنه الشاه وطلب اعترافًا رسميًا به من الخليفة في بغداد. وعندما رفض الخليفة الناصر طلبه، أعلن علاء الدين محمد أحد النبلاء التابعين له خليفة واتجه بجيوشه إلى بغداد لعزل الخليفة الناصر. مع ذلك، عند عبوره لـ جبال زاغروس، علق جيش الشاه وسط عاصفة ثلجية. ونجم عن ذلك موت آلاف من المحاربين، ومع الجيش الهالك، لم يكن أمام قادة الجيش خيار دون الرجوع إلى وطنهم.
واصطدم محمد كثيرًا بـ الغوريون لفرض هيمنته على إقليم خراسان إضافة إلى صدامه مع القراخانيين الغربيين المسيطرين على ما وراء النهر. وقد استولى علاء الدين محمد خوارزم شاه على مدينة هرات عام 1204، وفتح بلخ، ومناطق كوزكان وطخارستان وسيستان التابعة للغوريين عام 1206، إضافة إلى مدينة سمرقند عام 1207 (استولى عليها القراخانيون عام 1208) التي كانت تابعة ببيلة الخطا المغولية ومدينة طبرستان عام 1210 من الغوريين وما وراء النهر من القراخانيين الغربيين. وقد اتبع السياسة التوسعية وفتح مدينة طشقند وفيرجانا في خراسان الغربية وإقليمي مكران وبلوشستان اللذين كانا تابعين للغوريين وأصبح أتابكة أذربيجان تابعين له في 1211. وأخيرًا قضى على القراخانيين الغربيين في 1212 بينما قضى على الغوريين في 1215 إضافة إلى المناطق المتبقية التابعة لهم.
في عام 1218، عبرت مجموعة صغيرة من المغول الحدود فجأة في مطاردتهم لقائد عسكري هارب من الأعداء. وعند استعادة القائد الهارب بنجاح، اتصل جنكيز خان بالشاه. ومع غزوه مؤخرًا لثلثي ما ندعوه حاليًا الصين، كان جنكيز يسعى لفتح علاقات تجارية بين الإمبراطوريتين، لكن بسبب ما سمعه الشاه من تقارير مبالغ فيها عن قدرات المغول، كان اعتقاد الشاه في أن هذه الدعوة لإقامة علاقات تجارية مجرد خدعة لغزو أراضيه راسخًا. أرسل جنكيز سفراءه إلى خوارزم (تختلف الروايات بشأن ذلك - فإحدى الروايات تفيد أن السفارة كانت مجموعة من مائة تاجر مسلم يرأسهم مغولي واحد، وتقول الروايات الأخرى أن السفارة كانت تضم 450 شخصًا) تأكيدًا منه على أمله في فتح طريق للتجارة بين الإمبراطوريتين. وأما الشاه، فقد جعل أحد ولاته يتهم هذه المجموعة علانية بالتجسس وتمت مصادرة بضائعهم الفاخرة واعتقلوا. وفي محاولة للحفاظ على العلاقات الدبلوماسية، أرسل جنكيز بعثة من ثلاثة رجال إلى الشاه ليعطي له الفرصة لإخلاء مسؤوليته عما قام به الوالي التابع له وتسليمه المغول الذين اعتقلوا. في المقابل قتل الشاه البعثة المرسلة إليه (من جديد، تدعي بعض المصادر مقتل رجل واحد بينما تزعم المصادر الأخرى مقتل الرجال الثلاثة)، وبعدها على الفور أُصدر أمر بقتل السفارة التجارية المغولية (المسلمين والمغول سواء). أدى وقوع تلك الأحداث إلى أخذ جنكيز بثأره بجيش يتراوح عدده بين 100,000 إلى 150,000 جندي الذي عبر سيحون في 1219 ونهب خيرات مدن مثل سمرقند وبخارى وأوترار ومدن أخرى. وتبع سقوط تلك المدن بفترة قصيرة، سقوط عاصمة خوارزم شاه الجرجانية. فر علاء الدين محمد واختبأ في خراسان، بيد أنه تُوفي متأثرًا بداء الجنب على جزيرة في بحر قزوين بالقرب من ميناء آبسكون بعد بضعة أسابيع.

## الهجمة التترية الأولى
بدأ الأمور تأخذ منحنى جديد عندما أتى مجموعة من التجار المغول إلي مدينة إسلامية تسمى (أوترار) وهي تقع في شرق المملكة الخوارزمية على حدود دولة التتار فلما رآهم حاكم المدينة المسلم أمر بقتلهم جميعا، "عندما وصل نبأ مقتل تجاراً مغول في الأراضي إلى جنكيزخان أرسل إلي " محمد بن خوارزم شاه " يطلب منه تسليم القتلة إليه حتى يحاكمهم بنفسه ولكن محمد بن خوارزم اعتبر ذلك تعديا على سيادة البلاد المسلمة فهو لا يسلم مجرما مسلما ليحاكم في بلدة أخرى بشريعة أخرى إنما قال " أنه سيحاكمهم في بلاده فأن ثبت بعد التحقيق أنهم مخطئون عاقبهم في بلاده بالقانون السائد فيها وهو الشريعة الإسلامية"؛ ولكن جنكيز خان لم يقتنع بذلك الكلام أو بمعنى آخر لم يرغب فيالاقتناع بذلك الكلام وعنها  وجد جنكيز خان العلة المناسبة للهجوم على العالم الإسلامي وبعدها بدأ الإعصار التتري الرهيب على العالم الإسلامي فبدأت الهجمة التتريه الأولى على دولة خوارزم شاه.

## بداية الإعصار
جاء جنكيز خان بجيشه الكبير لغزو بلاد الخوارزميين فخرج له محمد بن خوارزم وذلك في سنة 616هـ وذلك بعد ثلاثة عشر عاما فقط من قيام دولة التتار؛ والتقى الجيشان في موقعه رهيبة في شرق الدولة الخوارزمية شرق نهر «سيحوون» وهو ما يعرف الآن باسم نهر «سريداريا» في دولة كزاخستان واستمرت المعركة لمدة أربعة أيام متصلة وقتل من الفريقين خلقا كثيرا؛ فأستشهد من المسلمين في هذه الموقعة عشرون ألفا وقتل من التتار أضعاف ذلك؛ ثم تحاجز الفريقان بعدها وأنسحب محمد بن خوارزم بجيشه من أرض المعركة لأنه وجد أن أعداد التتارهائلة ولا قبل له بها فأنسحب ليحصن المدن الكبرى في مملكته وعلى رأسها العاصمة «أورجاندا» وأنشغل في تحضير وتجهيز الجيوش من أطراف مملكته ومع اهتمام محمد بن خوارزم بتحصين المدن الكبرى إلا أنه ترك الجزء الشرقي من مملكته بدون حماية كافيه؛ ولكن هذا الخطأ لم يكن بمثابة خطأ تكتيكي من محمد بن خوارزم ولكن كان خطأ قلبي فقد اهتم بتأمين نفسه وأملاكه وأمواله وأسرته وتهاون في تأمين شعبه؛ حافظ على كنوزه وكنوز آباءه ولكنه أهمل تماما الحفاظ على مقدرات وأملاك شعبه؛ وعادة لا يصمد أمثال هؤلاء القواد أمام الأزمات التي تعصف بأمتهم وعادة ما تسقط الشعوب التي تقبل بهذه الأوضاع المقلوبة دون إصلاح.

## اجتياحبخارى
جهز جنكيز خان جيشه من جديد وأسرع في اختراق كل إقليم كازاخستان الكبير فمساحته تبلغ حوالي (3مليون كم)تقريبا؛ فقطع كل إقليم كازاخستان دون مقاومه تذكر حتى وصل إلى مدينة بخاري المسلمة وهي بلدة الأمام الجليل والمحدث العظيم الأمام البخاري رحمه الله – وهي تقع الآن في دولة أوزبكستان؛ فحاصر جنكيز خان بخاري في سنة 616هـ ثم طلب من أهلها التسليم على أن يعطيهم الأمان؛ وكان محمد بنخوارزم في هذه الأثناء بعيدا جدا عن بخارى فاحتار أهل بخارى ماذا يفعلون؟فظهر في المدينة رأيان:
* الرأي الأول: قال أصحابة نقاتل التتار وندافع عن مدينتنا. * " " الثاني: قال أصحابة نأخذ بالأمان ونفتح الأبواب للتتار لتجنب القتل.
وهكذا انقسم أهل البلاد إلي فريقين؛ فريق من المجاهدين قرر القتال وهؤلاء اعتصموا بالقلعة الكبيرة بالمدينة وأنضم إليهم فقهاء المدينة وعلماؤها؛ وفريق آخر من المستسلمين وهذا هو الفريق الأعظم والأغلب في هذه المدينة وقرروا فعلا فتح أبواب المدينة والاعتماد على أمان التتار ففتحوا أبواب المدينة للتتار ودخل جنكيز خان المدينة الكبيرة وأعطى أهلها الأمان فعلا في أول الأمر خديعة لهم وذلك حتى يتمكن من السيطرة على المجاهدين بالقلعة الكبيرة في داخل المدينة؛ وبدأ في حصار القلعة بل وأمر أهل المدينة من المسلمين أن يساعدوه في ردم الخنادق حول القلعة ليسهل فتحها والغريب في ذلك الأمر أنهم أطاعوه في ذلك؛ وهكذا حوصرت القلعة عشرة أيام ثم فتحت عنوه ولما دخلها جنكيز خان قتل كل من في القلعة من المجاهدين ولم يبق بالمدينة مجاهدين وهنا بدأ جنكيز خان في خيانة عهده فسأل أهل المدينة عن كنوزها وأموالها وأصطفى كل ذلك لنفسه؛ ثم أحل المدينة لجنوده ففعلوا فيها مالا يتخيله عقل؛ وأنظر ما قاله بن كثير في كتابه البداية والنهاية عن هذا المشهد «فقتلوا من أهلها خلقا لا يعلمه إلا الله عز وجل – وأسرو الذرية والنساء وفعلوا مع النساء الفواحش بحضرة أهلهن فارتكبوا الزنا مع البنت في حضرة أبيها ومع الزوجة في حضرة زوجها فمن المسلمين من قاتل دون حريمه حتى قتل ومنهم من أسر فعذب بأنواع العذاب وكثر البكاء والضجيج في البلد من النساء والأطفال والرجال ثم أشعل النارفي دور بخارى ومدارسها ومساجدها فاحترقت المدينة تماما حتى صارت خاوية على عروشها» وهكذا هلكت بخارى في عام 616 – وكان هلاكها البداية وليس النهاية.

## اجتياحسمر قند

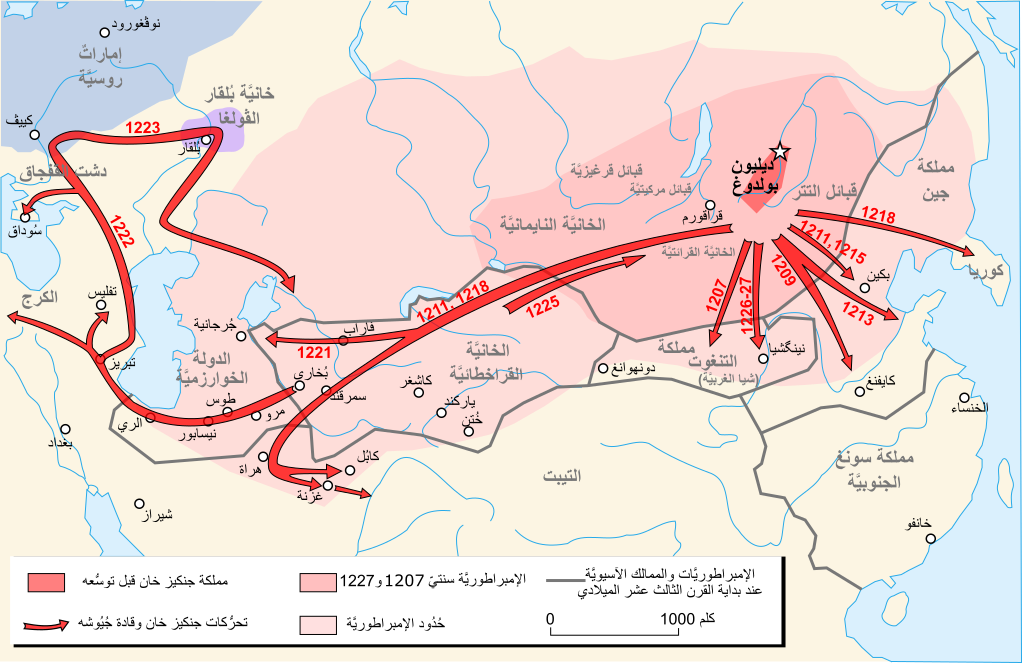
الحملات العسكرية خلال حكم جنكيز خان.

بعد أن دمر التتار مدينة «بخاري» وأهلكوا أهلها وحرقوا ديارها ومدارسها ومساجدها انتقلوا إلى المدينة المجاورة وهي «سمر قند»؛ واصطحبوا في طريقهم مجموعة كبيرة من أسرى المسلمين من بخاري؛ وكما يقول ابن الأثير «فساروا بهم على أقبح صورة فكل من أعيا وعجز عن المشي قتل». والحكمة من اصطحاب التتار الأسارى المسلمين معهم إلى «سمر قند» كان له أكثر من هدف من جراء ذلك مع الأخذفي الاعتبار أن هذه كانت سنة من سنن التتار في كل تنقل لهم من مدينة إلى مدينة.
أهدافهم من اصطحاب الأسرى المسلمين معهم:-
1- كانوا يعطون كل عشرة أسرى علما منأعلام التتار ليرفعوه فإذا رآهم أحد من بعيد ظن أن المجموع كله من التتارفتكثر الأعداد في أعين أعدائهم بشكل لا يتخيل فلا يعتقدون مطلقا أنهميقدرون على قتالهم فيستسلمون.
2- كانوا يجبرون الأسرى على أن يقاتلوا معهم ضد أعدائهم ومن رفض القتال أو لم يظهر فيه قوة قتلوه.
3- كانوا يتترسون بهم عند لقاء المسلمين فيضعون الأسرى في أول الصفوف كالدروع ويختبئون خلفهم فإذا أطلق العدو السهام على جيش التتار دخلت السهام في صدور الأسرى المسلمين والتتار يطلقون سهامهم من خلف صفوف الأسرى المسلمين.
4- كانوا يقتلونهم على أبواب المدن لبث الرعب في قلوب أعدائهم وإعلامهم أن هذا هو المصير الذي ينتظرهم إذا قاوموا.
5- كانوا يبادلون بهم الأسرى في حال أسر رجال منهم في القتال.
«سمر قند» مدينة من حواضرالإسلام ومن أغنى مدن المسلمين في ذلك الوقت ولها قلاع حصينة وأسوار عالية ولهذه القيمة الإستراتيجية والاقتصادية الكبيرة ترك فيها «محمد بن خوارزم» خمسين ألف جندي خوارزمي لحمايتها؛ هذا بالإضافة إلى أهلها الذين يقدرون بمئات الآلاف.
وصل جنكيز خان إلى المدينة وحاصرها من كل الجهات وكان من المفترض أن يخرج إليه الجيش الخوارزمي النظامي؛ ولكن دب الرعب في قلوب الجيش المسلم وتعلقوا بالحياة فأبوا أن يخرجوا للدفاع عن المدينة المسلمة؛ فاجتمع أهل المدينة وتباحثوا في الأمرففشلوا تماما في إقناع الجيش الخوارزمي في الخروج للدفاع عنهم؛ فقررالبعض من العامة أن يخرجوا فخرج سبعون ألف من أهل المدينة وخرج معهم أهل العلم والفقهاء خرجوا جميعا على أرجلهم دون خيول ولا دواب ولم يكن لديهم الخبرة العسكرية تمكنهم من القتال؛ فرأى التتار أهل «سمر قند» يخرجون إليهم فقرروا القيام بخدعة وهي الإنسحاب المتدرج من حول الأسوار في محاولة لسحب المجاهدين بعيدا عن مدينتهم فبدأوا في التراجع تدريجيا عن «سمر قند» وقد نصبوا الكمائن خلفهم وبالفعل نجحت خطة التتار؛
وبأ المسلمون يطمعون فيهم حتى ابتعدوا تماما عن أسوار المدينة؛ عنها أحاط بهم جيش التتار تماما وبدأت عملية تصفية لأفضل رجال «سمر قند» فقتل السبعون ألف مقاتل عن آخرهم؛ وبعد إفناء الجيش المسلم عاد التتار إلى حصار المدينة مرة أخرى؛ فأخذ الجيش الخوارزمي قرارا مخزيا وهو طلب الأمان من التتار على أن يفتحوا لهم أبواب المدينة دون مجهود؛ فوافق التتار على إعطاء الأمان لهم؛ ففتح الجيش الخوارزمي الأبواب وخرجوا إلى التتار مستسلمين فقال لهم التتار «سلموا إلينا أموالكم وسلاحكم ودوابكم ونحن نسيركم إلى مأمنكم» ففعلوا ما أمرهم به التتار فلما أخذ التتار أسلحتهم ودوابهم وضعوا السيف في الجنود الخوارزميين حتى أفنوهم عن آخرهم؛ ودخل التتار المدينة وفعلوا بها مثلما فعلوا في بخاري فقتلوا أعدادا لاتحصى من الرجال والنساء والأطفال ونهبوا كل ثروات البلد وانتهكوا حرمات النساء؛ وعذبوا الناس بأنواع العذاب المختلفة بحثا عن أموالهم وسبوا أعداد هائلة من النساء والأطفال ومن لم يصلح للسبي لكبر سنه أو لضعف جسده قتلوه؛ وأحرقوا الجامع الكبير بالمدينة وتركوها خرابا؛ وأستقر بعد ذلك جنكيز خان في «سمر قند» لأنه أعجبته المدينة العملاقة التي لم يرى مثلها في حياته قبل ذلك.

## نهاية محمد بن خوارزم

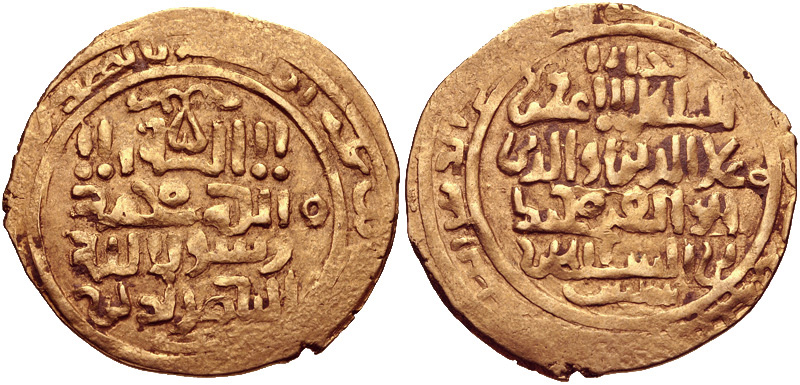
سك عملة لعهد محمد خوارزمشاه

أرسل جنكيز خان عشرين ألفا من فرسانه يطلبون محمد بن خوارزم فقال لهم جنكيز خان«أطلبوا خوارزم شاه أينما كان ولو تعلق بالسماء»؛ وكون جنكيز خان أرسل عشرين ألف جندي فقط لقتل محمد بن خوارزم فيه إشارة إلى استهزاء جنكيز خان بمحمد بن خوارزم وبأمته؛ فهذا العدد لايقارن بالملايين المسلمة التي ستتحرك فيها هذه الفرقة التترية الصغيرة وتدخل في أعماق الملايين المسلمة. انطلقت الفرقة التترية مباشرة باتجاه مدينة «أورجاندا» عاصمة الخوارزميين حيث يستقر محمد بن خوارزم؛ وهي مدينة تقع على الشاطئ الغربي من نهر «جيحون» فجاءت الفرقة التترية من الجانب الشرقي للنهر ففصل النهربين الفريقين؛ فأخذ التتار يعدون أحواضا خشبية كبيرة ثم ألبسوها جلود البقر حتى لايدخل فيها الماء ثم وضعوا فيها سلاحهم وعتادهم ومتعلقاتهم ثم أنزلوا الخيول الماء لأن الخيول تجيد السباحة ثم أمسكوا بأذناب الخيول؛ وأخذت الخيول تسبح وهم يسبحون خلفها ويسحبون خلفهم الأحواض الخشبية بما فيها من سلاح وعتاد؛ وبهذه الطريقة عبرت الفرقة التترية نهر «جيحون» وفوجئ المسلمون في «أورجاندا» بالتتار إلى جوارهم ومع أن أعداد المسلمين بالنسبة للتتار كانت كبيرة إ لا أنهم قد ملئوا رعبا وخوفا من التتار وما كانوا متماسكين إلا لاعتقادهم أن النهر يفصل بينهم وبين التتار؛ أما بعد أن أصبح التتار إلى جوارهم فلم يجدوا أمامهم إلا طريق واحد وهو الفرار؛ وكما يقول ابن الأثير «ورحل خوارزم لا يلوي على شئ في نفر من خاصته».
وأتجه محمد بن خوارزم في فراره من الفرقة التترية إلى مدينة «نيسابور»، فانتقل بذلك من دولة إلى دولة أخرى من أفغانستان إلى إيران؛ أما الجنود النظاميون فقد تفرق كل منهم في جهة؛ وأما التتار فما كانت لهم إلا مهمة واحدة وهي البحث عن محمد بن خوارزم وقتله ولذلك تركوا «أورجاندا» ولم يدخلوها وانطلقوا مباشرة في اتجاه «نيسابور» مخترقين الأراضي الإسلامية الواسعة في عمقها وهم لايزيدون على عشرين ألف مقاتل وجنكيز خان مازال مستقراً في «سمر قند»؛ فكان بينهم وبين أقرب تجمع تتري مسافة كبيرة فكان من الممكن بسهولة أن تحاصر هذه الفرقة التترية في أي بقعة من بقاع العالم الإسلامي؛ لكن الخوف من التتار جعل الناس يفرون منهم في كل اتجاه رعباً وحرصا على الحياة؛ ولم يكن التتار في هذه المطاردة يتعرضون لسكان البلاد بالسلب أو النهب أو القتل لأن لهم هدف محدد ل ايريدون أن يضيعوا الوقت في القتل وجمع الغنائم إنما يريدون فقط اللحاق بالزعيم المسلم ومن ناحية أخرى فإن الناس لم يتعرضوا لهم لئلا يستثيرواحفيظتهم فيتعرضون لأذاهم؛ وهكذا وصل التتار إلى منطقة قريبة من مدينة «نيسابور» في فترة وجيزة فلم يتمكن محمد بن خوارزم من جمع الأنصار والجنود؛ فلما علم بقربهم منه فترك «نيسابور» واتجه إلى «مازن دران» فلما علم التتار بذلك لم يدخلوا«نيسابور» بل جاوزوها واتجهوا خلفه مباشرة فترك «مازن دران» إلى مدينة«الري» ثم إلى مدينة «همدان» والتتار في أثره ثم عاد إلى مدينة «مازندران» مرة أخرى في فرار فاضح ثم اتجه بعد ذلك إلى مدينة «طبرستان» وهو بمدينة على ساحل بحر الخذف فوجد سفينة ركب فيها وهرب به في عمق البحر وجاء التتار ووقفوا على ساحل البحرولم يجدوا ما يركبوه خلفه؛ فنجحت خطة محمد بن خوارزم في فراره المخذي إلى جزيرة في وسط بحر قزوين وهناك رضي بالبقاء في قلعة قديمة كانت في هذه الجزيرة وعاش في فقر شديد وحياة صعبة وهو الملك الذي ملك بلاداً كبيرة وأموالاً لاتحصى؛ ولكن رضي بذلك لكي يفر من الموت وسبحان الله – ماهى إلا أيام ومات محمد بن خوارزم شاه في هذه الجزيرة النائية بداخل القلعة وحيداً طريداً شريداً فقيراً حتى أنهم لم يجدوا مايكفنوه فيه فكفنوه في فراشه الذي ينام عليه.

## عن سيرته
- عندما تقرأ سيرة " محمد بنخوارزم " تجد أنك أمام رجل من عظماء المسلمين؛ فإذا راجعت حياته الأخيرة وخاتمته تبين لك غير ذلك؛ فيقول ابن الأثير في ذكر سيرته " وكانت مدة ملكه إحدى وعشرين سنة وشهوراً تقريباً؛ وأتسع ملكه وعظم محله وأطاعه العالم بأسره وملك من حد العراق إلى تركمنستان (في الصين حالياً) وملك بلاد غزنة (في أفغانستان حالياً) وبعض الهند وسجستان وكرمان وطبرستان وجرجان وبلاد الجبال وخراسان وبعض فارس. من هذه الفقرة يتبين لنا أنه كان عظيماً في ملكه فأستقر له الوضع في بلاد كبيرة مدة طويلة؛ ومن هنا يظهر حسن إدارته لبلاده؛ حتى أن ابن الأثير يقول " وكان صبوراً على التعب غير متنعم ولا مقبل على اللذات إنما همه في الملك وتدبيره وحفظه وحفظ رعاياه "؛ وعندما تحدث عن حياته العلمية الشخصية قال " وكان فاضلاً عالماً بالفقة والحديث وغيرهما وكان مكرماً للعلماء محباً لهم محسناً إليهم وكان معظماً لأهل الدين مقبلاً عليهم متبركاً بهم ".
ويقول ابن الأثير في نص آخريفسر بوضوح سبب هذه الهزائم المتتالية والفرار الذي وقع على ذلك الإمام الفاضل فيقول «وكان محمد بن خوارزم وقد استولى على البلاد وقتل ملوكها وأفناهم وبقي هو وحده سلطان البلاد جميعها فلما انهزم من التتار لم يبق في البلاد من يمنعهم ولا من يحميه» فكان هذا هو السر في حياه هذا الرجل العالِم الذي اتسع سلطانه وذاع سيطه ثم مات في جزيرة في عمق البحر هرباً من التتار.